# Plagiostachys mucida
Plagiostachys mucida là một loài thực vật có hoa trong họ Gừng. Loài này được Holttum miêu tả khoa học đầu tiên năm 1950.